# Brooklyn Law School
La Brooklyn Law School (École de droit de Brooklyn) est un établissement d'enseignement supérieur de la ville de New York situé comme son nom l'indique au cœur de l'arrondissement de Brooklyn. Elle fut créée en 1901 par William Payson Richardson et Norman P. Heffley, ce qui en fit à l'époque la première école de droit de l'île de Long Island.

## Histoire
Le doyen Richardson fit preuve d'ouverture, et permit dès les premières années aux étudiants provenant des minorités (femmes, immigrés) de suivre des cours. Il permit même à des étudiants en difficulté financière de suivre les cours en payant à crédit. Aujourd'hui, l'école se concentre autour de trois centres principaux : le Dennis J. Block Center for the Study of International Business Law (école internationale de droit des affaires), le Center for Law Language and Cognition spécialisé en sciences cognitives (psychologie, neuroscience, linguistique) et le Center for Health, Science and Public Policy spécialisé en droit relatif à la santé et à la science. Le Brooklyn Law School possède un réseau de quelque 18000 anciens élèves.

## Personnalités liées à l'établissement

### Professeurs
- Susan N. Herman, professeure de droit

### Étudiants
- David N. Dinkins, maire de New York